# 敘利亞禮天主教霍姆斯總教區
敘利亞禮天主教霍姆斯總教區（拉丁語：Archieparchia Hemesena Syrorum (-Epiphaniensis-Nabikensis)）是敘利亞一個東儀天主教總教區（敘利亞禮）。
總教區成立於1678年。2009年有十九名司鐸、十五個堂區、10,000名教友。現任教區總主教為泰奧菲勒·喬治·卡薩布。